# Mołoczki
Mołoczki – wieś w Polsce położona w województwie podlaskim, w powiecie bielskim, w gminie Boćki.
W latach 1975–1998 miejscowość administracyjnie należała do województwa białostockiego.
We wsi znajduje się jednostka OSP, działająca od roku 1932. Na obszarze miejscowości znajduje się także grodzisko z okresu wczesnego średniowiecza.
Prawosławni mieszkańcy wsi należą do parafii św. Mikołaja w Kośnej, a wierni kościoła rzymskokatolickiego do parafii św. Zygmunta w Kleszczelach.